# Ahmed al-Nami
Ahmed bin Abdullah al-Nami (in arabo أحمد بن عبد الله النعمي‎?, Aḥmad bin ‘Abdullāh an-Nāmī; 'Asir, 7 dicembre 1977 – Shanksville, 11 settembre 2001) è stato un terrorista saudita, uno dei quattro dirottatori del volo United Airlines 93 negli attentati dell'11 settembre 2001.

## Biografia
Nacque in Arabia Saudita, dove era studente universitario e muezzin. Lasciata la famiglia per l'Hajj nel 2000, si trasferì in Afghanistan dove partecipò a dei campi di reclutamento e addestramento di Al Qaida. Nel maggio 2001 entrò negli Stati Uniti con un visto turistico e si stabilì in Florida fino al momento degli attacchi.

## Gli attacchi
La mattina dell'11 settembre, al-Nami arriva all'aeroporto di Newark, dove non viene selezionato per un controllo più accurato del suo bagaglio. Salì a bordo del Volo United Airlines 93 in cui occupò il posto 3C accanto al Saeed al-Ghamdi. Durante il dirottamento aiutò gli altri tre terroristi a uccidere i piloti e alcuni passeggeri. Il Volo United Airlines 93 si schiantò, alle 10:03.11 in un campo vuoto vicino a Shanksville, Pennsylvania, uccidendo sul colpo tutti e 44 i passeggeri compresi i 7 membri dell'equipaggio.